# Езиков модел
Езиков модел се нарича статистическо съпоставяне на вероятности за поредица от m думи.
Използва се в приложения за обработка на естествен език като разпознаване на говор, машинен превод, граматическо маркиране на части от речта, синтактичен анализ и извличане на информация.
При разпознаване на говора и при компресиране на данни, езиковият модел се опитва да обхване характериситките на даден език и да предскаже вероятността коя ще бъде следващата дума в серия от изговорени думи.